# Aled Jones
Aled Jones, MBE (Bangor, Gwynedd, 29 de diciembre de 1970) es un cantante y presentador radiofónico y televisivo británico. Como corista adolescente,  logra fama durante los 80s. Desde entonces, ha trabajado para la televisión con la BBC y ITV, así como para la radio (BBC Gales Radiofónico y Clásica FM).
En septiembre de 2012, Jones se unió al programa ITV Breakfast, donde  presenta Daybreak (2012-2014), junto a Lorena Kelly y Kate Garraway.
Para la BBC,  ha presentado Cash in the Attic (2010-2012), Escape to the Country (desde 2009) y Going Back Giving Back (desde 2016).

## Primeros años e inicio de su carrera
Jones nació en el hospital de St. David en Bangor, Gwynedd, hijo único de Nest Rowlands, profesor, y Derek John Jones. Jones se unió al coro de Bangor Catedral a los nueve años y fue un solista aventajado, a pesar de que nunca fue corista principal. En 1982, Jones ganó el premio Cerdd Dant para solistas menores de 12 años en Urdd Eisteddfod.
Su carrera se vio interrumpida a los 16 años debido al cambio de su voz. Por entonces  había grabado 16 álbumes y vendido más de seis millones de copias, cantando para personalidades como el papa Juan Pablo II, la reina Isabel II, y el príncipe y princesa de Gales en un recital privado. También había presentado numerosos programas televisivos para niños. Jones fue el primer artista en tener dos álbumes clásicos que entraron simultáneamente en las listas de música popular. Trabajó con Leonard Bernstein y en 1986,  cantó el oratorio Athalia con Emma Kirkby.
La primera biografía de Jones, Walking on Air, fue publicada en 1986.

## Carrera posterior
En septiembre de 1990, Jones hizo su debut en el Teatro Real (Northampton) en la adaptación de Shaun Mckenna de Richard Llewellyn Qué Verde Era Mi Valle, interpretando el papel del adolescente Huw Morgan.
Jones continuó sus estudios en la Real Academia de Música y en la Escuela de Teatro Viejo Vic de Bristol, antes de empezar su carrera con su registro de adulto. En 1995  desempeñó el papel principal en la producción de larga duración de Andrew Lloyd Webber Joseph and the Amazing Technicolour Dreamcoat. Desde septiembre de 1996 a mayo de 1997 Jones interpretó al joven Tom Gradgrind en una gira a gran escala de la producción de Charles Dickens Hard Times. 
Siguiendo el lanzamiento de su primer álbum de barítono, Aled en mayo de 2003, Jones fue a Australia en una visita promocional, donde ha realizado diversos conciertos exitosos. 
Jones ha grabado dos singles con Terry Wogan para Children in Need.
El 11 de octubre de 2010, Jones fue confirmado  como presentador de mañana de la cadena Radio 2 de la BBC.
Jones es el mentor de la joven Isabel Suckling, la artista clásica más joven que jamás haya firmado con Decca Records. También ha trabajado y realizado varias grabaciones con el grupo vocal Libera y el director musical Robert Prizeman.

## Premios y honores
El 28 de octubre de 2009 Jones recibió el Premio de Placa del Oro BASCA en reconocimiento de su contribución a la música.